# مصدق (استان شلف)
مصدق (به عربی: مصدق) یک شهرداری در الجزایر است که در استان الشلف واقع شده‌است.
 مصدق  ۵٬۴۹۶ نفر جمعیت دارد.